# Drymocallis arguta
Drymocallis arguta är en rosväxtart. Drymocallis arguta ingår i släktet trollsmultronsläktet, och familjen rosväxter.

## Underarter
Arten delas in i följande underarter:
- D. a. arguta
- D. a. convallaria

## Bildgalleri

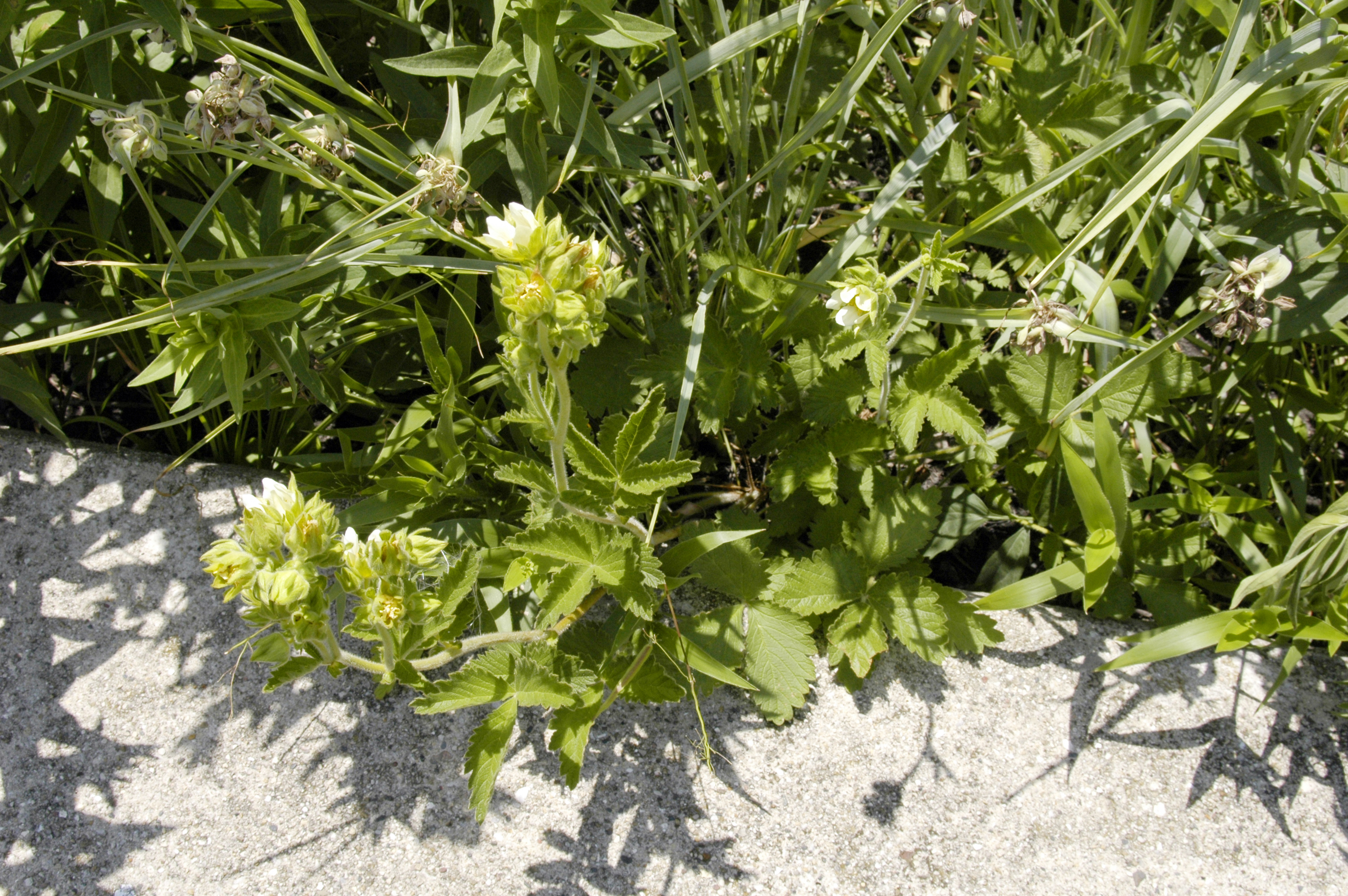